# Ярошевич, Никанор Казимирович
Никано́р Казими́рович Яроше́вич (бел. Міканор Казіміравіч Ярашэвіч; 11 [23] июля 1885, Новый Свержень, Минская губерния — не ранее 1937) — первый ректор Белорусского политехнического института (1920—1922).

## Биография
Никанор Казимирович Ярошевич родился 11 (23) июля 1885 года в местечке Новый Свержень Минского уезда (ныне Столбцовский район Минской области) в белорусской крестьянской семье.
В 1903—1906 гг. учился в Глуховском учительском институте. Работал учителем Головенчицкого (Минский уезд), Шостенского (Киевский учебный округ) и Глуховского (Черниговская губерния) училищ.
В 1910—1914 годы — студент Московского института сельского хозяйства; во время учёбы входил в состав белорусского студенческого кружка, присылал письма в газету «Наша Ніва». Работал агрономом в Лебединском уезде Харьковской губернии, читал лекции по агрономии в учебных заведениях Минской, Смоленской и Харьковской губерний. Распоряжением Министерства финансов в 1915 г. его назначили инспектором малого кредита при Сумском отделении Государственного банка. Участник Первой мировой войны с 1915 г.
После Февральской революции 1917 один из руководителей Минского губернского земского управления и лидеров местного отделения российских эсеров (позже так называемых обласников).
В начале марта 1918 года в составе минской земской группы кооптирован в Раду БНР, однако 25.3.1918 вместе с другими представителями земств, городского самоуправления и национальных меньшинств вышел из ее состава в знак несогласия с принятием Третьей Уставной грамоты.
Один из авторов проекта создания в Минске университета.
Во время польско-советской войны 1919-20 гг. возглавил Минскую губернскую земскую управу, преподавал в Минском политехническом училище.
18.9.1919 во время приезда в Минск Юзефа Пилсудского при встрече последнего с общественностью в помещении бывшего Минского Дворянского собрания единственный, кто выступил с публичным протестом против польской оккупации края, заявил, что «полякам нечего искать в Беларуси». В условиях польской оккупации и фактической победы большевиков в гражданской войне поддерживал образование суверенной Белорусской республики.
В начале 1920-х г. в составе «Российской социалистической группы» безуспешно участвовал в выборах в Минский городской магистрат.
С восстановлением советской власти летом 1920 года вошел в состав комиссии по созданию БГУ, а в ноябре был назначен первым ректором новообразованного Белорусского политехнического института (БПИ), одновременно преподавал в минском Институте народного образования (мина), Белорусском рабочем техникуме, исполнял обязанности заведующего отделом Наркомата просвещения БССР по профессионально-техническому образованию.
Инициатор создания и первый председатель Белорусского вольно-экономического общества.
Выступал против так называемой принудительной белорусизации, был сторонником постепенного перевода преподавания в учебных заведениях Беларуси на белорусский язык.
В конце 1920 — начале 1921 года его обвинил в попытке возобновить деятельность эсеровской организации «областников», а также в налаживании связей с Польшей, что проявлялось в появлении большого количества студентов, бежавших в Минск из Западной Беларуси.
В марте 1921 по приказу ГПУ БССР по обвинению в антисоветской деятельности был заключен в Минский Пищаловский замок. Благодаря покровительству 38 преподавателей БПИ, Мина и Белорусского рабочего техникума через 2 месяца освобожден. В январе 1923 г. по приказу ГПУ БССР выслан в Ташкент.
Во второй половине 1920-х г. работал в Среднеазиатском университете, институте ирригации и механизации сельского хозяйства Узбекской ССР. После очередного ареста в 1930 выселен вместе с семьей из Ташкента в сельскую местность, но в 1933 снова разрешено вернуться обратно. В 1937 арестован за «шпионаж в пользу иностранных разведок». 7 октября 1938 года приговорен Военной коллегией Верховного суда к ВМН (список от 12.09.1938) и в тот же день расстрелян. По первому делу (№ 36730-с; хранится в архиве КГБ Беларуси) реабилитирован прокуратурой Минской области 8.12.1995 года.

## Создание Ярошевичем БГПИ
Идея создания высшего учебного заведения в Беларуси поднималась разными общественными организациями. Но только твердая позиция председателя губернской земской управы Н. К. Ярошевича позволила осуществить этот проект на практике, несмотря на попытки немецких и польских оккупационных властей помешать этому. Реализовать замысел о создании высшего учебного заведения удалось с установлением советской власти в Беларуси. После неоднократных встреч Н. К. Ярошевича с председателем ВРК ССРБ А. Г. Червяковым 10 декабря 1920 г. Минский Политехникум приобрел статус вуза.
Н. К. Ярошевич был избран ректором Белорусского государственного политехнического института.
По инициативе студентов начались рейды по лекциям с целью проверки посещаемости занятий. Пропускавшим занятия студентам грозило лишение продовольственного пайка и отчисление из вуза.
6 марта 1921 года Советом Белорусского государственного политехнического института была утверждена инструкция деканов отдельных факультетов. В соответствии с этой инструкцией декан избирался факультетским собранием и утверждался в должности Педагогическим советом. В обязанности декана входили вопросы организации учебного процесса, соблюдения учебной и трудовой дисциплины.
На 1 декабря 1921 г. в БГПИ работало 158 человек, из них более 80 были заняты в учебно-воспитательном процессе, остальные составляли вспомогательный персонал.
Тяжелое экономическое положение и ограниченность контингента студентов границами шести уездов Минской губернии привели к закрытию БГПИ в 1922 г.
Таким образом, Н. К. Ярошевич являлся создателем первого в Беларуси высшего технического учебного заведения. Будучи ученым, он никогда не забывал о том, что необходимо готовить достойную смену. Видел будущее Беларуси в высоких технологиях. Этим и должен был заняться Белорусский государственный политехнический институт.